# Reichendorf
Reichendorf è una frazione di 629 abitanti del comune austriaco di Pischelsdorf am Kulm, nel distretto di Weiz, in Stiria. Già comune autonomo, il 1º gennaio 2015 è stato fuso con gli altri comuni soppressi di Kulm bei Weiz e Pischelsdorf in der Steiermark per costituire il nuovo comune di Pischelsdorf am Kulm.